# 1992年バルセロナオリンピックのメキシコ選手団
1992年バルセロナオリンピックのメキシコ選手団（1992ねんバルセロナオリンピックのメキシコせんしゅだん）は、1992年7月25日から8月9日にかけてスペインのカタルーニャ州バルセロナで開催された1992年バルセロナオリンピックのメキシコ選手団、およびその競技結果。

## 概要
今大会は銀メダル2個、合計1個のメダルを獲得した。

## メダル
| メダル | 選手名                 | 競技 | 種目         |
| ------ | ---------------------- | ---- | ------------ |
| 銀     | カルロス・メルセナリオ | 陸上 | 男子50km競歩 |